# Kil-tong állomás
Kil-tong (Gil-dong) állomás metróállomás a szöuli metró 5-ös vonalán, Kangdong-ku (Gangdong-gu) kerületben.

## Viszonylatok
| 5-ös vonal                                 | 5-ös vonal | 5-ös vonal                                             |
| ------------------------------------------ | ---------- | ------------------------------------------------------ |
| Kangdong (Gangdong) Panghva (Banghwa) felé | fő vonal   | Kubundari (Gubeundari) Szangil-tong (Sangil-dong) felé |